# La Plus Limpide Région
La región más transparente (es)
La Plus Limpide Région (titre original en espagnol : La región más transparente) est le premier roman de l'écrivain mexicain Carlos Fuentes, publié en 1958. Il est considéré comme un classique de la littérature hispano-américaine.
Le roman réalise un portrait de la société mexicaine du milieu de XXe siècle, en particulier celle de la ville de Mexico, en offrant un aperçu de ses différents composants culturels, espagnols, indigènes et métis, occupant un même espace géographique mais vivant dans des mondes séparés ; le tout est reflété par la structure de l'œuvre et le style de l'auteur, qui juxtaposent plusieurs histoires à la manière d'un puzzle.
Le titre constitue une périphrase ironique désignant le territoire urbain de Mexico, réputé pour être l'un des plus pollués au monde. Il est emprunté à l'épigraphe de l'ouvrage Visión de Anáhuac (1519) d'Alfonso Reyes, qui cite des propos attribués à l'explorateur Alexander von Humboldt lorsqu'il découvrit à la vallée de Mexico : Viajero: has llegado a la
región más transparente del aire. (« Voyageur, te voici parvenu à la région la plus limpide de l'air »).
En novembre 2008, l'Académie royale espagnole et les autres académies de la langue espagnole réalisèrent une édition spéciale du roman pour célébrer le 50e anniversaire de sa publication.

## Éditions
- (es) Carlos Fuentes (préf. Georgina García Gutiérrez), La Región más transparente, Madrid, Cátedra, coll. « Letras hispánicas », 1999, 7e éd. (1re éd. 1958), 565 p. (ISBN 84-376-0328-5, OCLC 40669311)